# Eremogone pseudacantholimon
Eremogone pseudacantholimon là loài thực vật có hoa thuộc họ Cẩm chướng. Loài này được (Bornm.) Holub mô tả khoa học đầu tiên năm 1977.